# 大森忠夫
大森 忠夫（おおもり ただお、1908年11月24日 - 1972年12月3日）は、日本の法学者。専門は商法・保険法。学位は法学博士（京都大学・1953年）。京都大学名誉教授。竹田省門下。弟子に岩本慧、村田治美など。

## 人物
兵庫県出身。1932年（昭和7年）京都帝国大学助手となるが、翌年の滝川事件で辞職。立命館大学助教授となる。1935年（同10年）京大に復帰して助教授、1943年（同18年）教授。保険法の権威として知られ、著作に「保険契約の法的構造」、「保険契約法の研究」、「保険法」などがある。

## 略歴
- 1926年（大正15年）- 兵庫県立柏原中学校卒業
- 1929年（昭和4年）- 第三高等学校文科甲類卒業
- 1932年（昭和7年）- 京都帝国大学法学部卒業
- 同年 - 京都帝国大学助手、法学部勤務
- 1933年（昭和8年）- 依願免本官
- 同年 - 立命館大学助教授
- 1934年（昭和9年）- 立命館大学を退職
- 同年 - 京都帝国大学助手
- 1935年（昭和10年）- 京都帝国大学助教授
- 1943年（昭和18年）- 京都帝国大学教授
- 1953年（昭和28年）- 法学博士
- 1959年（昭和34年）- フランス・イギリスへ出張（同年帰国）
- 1966年（昭和41年）- ドイツ・フランス・スイスへ出張（同年帰国）